# THE DAYS
『THE DAYS』（ザ・デイズ）は、2023年6月1日よりNetflixで全世界で独占配信されている連続ドラマ。主演は役所広司。2011年に起きた福島第一原子力発電所事故を政府、電力会社（ドラマ内では東央電力。モデルは東京電力）、原発所内の3つの視点から描く。

## あらすじ
敗戦から立ち上がった日本は高度経済成長期を迎え、圧倒的発展を享受した。
それと同時に、大量のエネルギーを必要とした日本はフランスから原子力発電のノウハウを学び、今日まで原子力の夢のようなクリーンエネルギーを湯水のように使ってきた。
それから数十年経ったある日、いつも通りここ福島の原子力発電所は膨大なエネルギーを生み出していた。
普段と何ら変わらないこの日に、突如として激震と、全てを押し流す津波が押し寄せた。
人類史上類を見ない大災害に直面した原発はこの災禍にどう立ち向かうのだろうか？

## キャスト

### 福島第一原発
- 吉田昌郎（福島第一原子力発電所 所長。モデルは吉田昌郎） - 役所広司[4][5]
- 前島信二（1,2号機 当直長） - 竹野内豊[4][5]
- 古谷幸治（1,2号機 ベテラン運転員） - 小林薫[4][5]
- 木下勇（原子炉主任技術者） - 音尾琢真[4][5]
- 桐原光希（3,4号機 行方不明となる運転員） - 鈴鹿央士[5][6]
- 大杉斗志弘（1,2号機 ベテラン運転員） - 六平直政[5]
- 舘野聡（第二運転管理部 木下の後輩） - 永岡佑[5]
- 双川浩（1,2号機 中堅運転員） - 丸山智己[5]
- 霜田（1,2号機 運転員） - 中野英樹[5]
- 熊谷（1,2号機 運転員） - 山中崇[5]
- 野崎航（1,2号機 若手運転員） - 泉澤祐希[5]
- 高比良裕也（3,4号機 行方不明となる運転員） - 岡本智礼[7]
- 戸田慎吾（1,2号機 運転員） - 入江甚儀[8]
- 轟木誠司（1,2号機 運転員） - スチール哲平[9]
- 小沢（1,2号機 運転員） - 関口あきら[10]
- 津田博文（1,2号機 運転員） - 芝崎昇[11]
- 倉持孝次（1,2号機 運転員） - 田中聡元[12]
- 高橋（1,2号機 運転員） - 籾木芳仁[13]
- 大村庄司（1,2号機 運転員） - 海老沢七海[14]
- 亀井俊雄（原子炉主任技術者） - 松林慶知[15]
- 班長（復旧班） - 荒谷清水[16]
- 班長（発電班） - 中松俊哉[17]
- 廣山正敏 - 須間一也[18]
- 清塚正昭 - 斉藤天鼓[19]
- 川村（通報班） - 花戸祐介[20]
- 副本部長（免震重要棟） - 細井学

### 東央電力本店
- 村上正（東央電力 副社長。モデルは武藤栄） - 光石研[4][5]
- 西村哲（東央電力 社長。モデルは清水正孝） - 小倉一郎[5]
- 石塚高雄（東央電力フェロー。モデルは武黒一郎) - 大河内浩[5]
- 笹岡富雄（常務取締役） - 加藤忠可
- 安藤幸彦（取締役副社長） - 佐戸井けん太[21]
- 森卓士（本店社員）- 佐藤貢三
- 社員（本店）- 大塚ヒロタ[22]

### 日本国政府
- 東真司（内閣総理大臣。モデルは菅直人） - 小日向文世[4][5]
- 右代屋（経済産業大臣。モデルは海江田万里） - 小木茂光[5]
- 片岡（内閣総理大臣補佐官） - 淵上泰史[5]
- 佐野（内閣官房長官。モデルは枝野幸男） - 井上肇[5]
- 防衛大臣 - 入江崇史[23]
- 文部科学大臣 - 鎌田規昭
- 国土交通大臣 - 中野剛[24]

### 桐原家
- 桐原信希（光希の父） - 遠藤憲一[4][5]
- 桐原温子（光希の母） - 石田ゆり子[4][5]
- 桐原大希（光希の弟） - 山時聡真[6]
- 桐原希美（光希の妹） - 永瀬莉子[6]

### その他
- 速水（自衛隊 曹長） - 高橋和也[5]
- 井口（自衛隊 隊長） - 清水伸[25]
- 神崎（自衛隊幹部） - 大鷹明良
- 浜崎崇彦（自衛隊員） - 五代了平[26]
- 峯岸悟（原子力安全委員会委員長。モデルは班目春樹） - 酒向芳[5]
- 職員（原子力安全委員会） - 足立学[27]
- 新木誠二（日本原子力警備サービス 職員） - でんでん[5]
- 脇谷晋助（原子力安全・保安院 院長。モデルは寺坂信昭） - 吹越満[5]
- 次長（原子力安全・保安院） - 戸田昌宏
- 職員（原子力安全・保安院） - 篠崎大悟
- 古谷美智子（古谷の妻） - 横山美智代[28]
- 古谷勇人（古谷の息子） - 和宥[29]
- 被爆した作業員（1999年茨城県ウラン加工工場臨界事故） - 谷口和邦[30]
- 富沢（東央電力青森県むつ事務所） - 沖田裕樹
- 東電社員（桐原家族の遺体確認立ち合い） - 笠兼三[31]
- 東電技術者（2023年） - 世志男[32]
- 記者（政府の記者会見出席記者） - 吉成浩一[33]、鳥谷宏之[34]
- アナウンサー - 大谷幸広[35]
- 解説者（テレビ番組） - 阿部伸勝
- ディレクター、カメラマン（総理の福島入りに同行） - 瓜生和成[36]、中村元気
- 行永数正（総理の友人の学者） - 中村育二[37]
- バラク・オバマ大統領 - DERRICK DOVER[38]

## スタッフ
- 企画・脚本・プロデュース：増本淳
- 監督：西浦正記、中田秀夫
- 原案：門田隆将「死の淵を見た男―吉田昌郎と福島第一原発」（角川文庫刊）
- エグゼクティブ・プロデューサー：高橋雅美、高橋信一
- プロデューサー：関口大輔、増子知希、髙田良平
- 製作：ワーナー・ブラザース映画
- 制作：リオネス